# Distrito de Monobamba

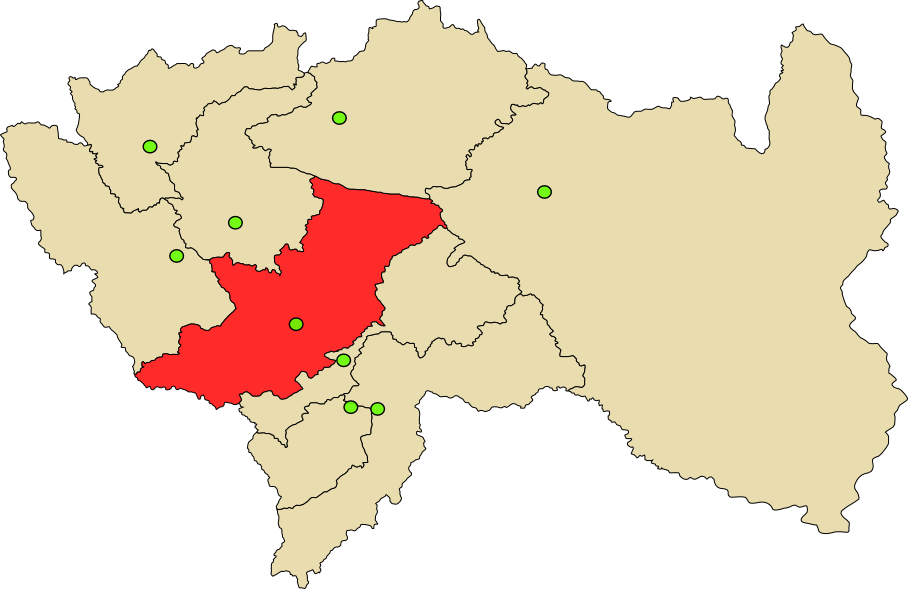
Provincia de Jauja en el Departamento de Junín

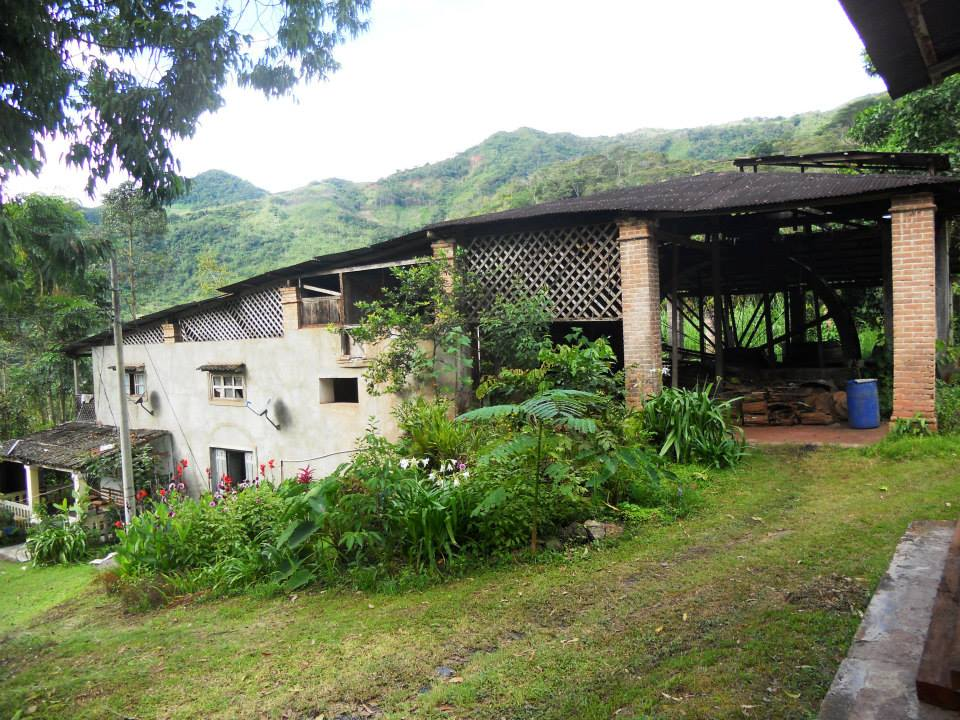
Hacienda en Monobamba

El Distrito de Monobamba es uno de los treinta y cuatro distritos que conforman la provincia de Jauja, ubicada en el Departamento de Junín, bajo la administración del Gobierno Regional de Junín, en la sierra central de Perú.
Dentro de la división eclesiástica de la Iglesia Católica del Perú, pertenece a la Vicaría IV de la Arquidiócesis de Huancayo

## Historia
Los primeros exploradores que visitaron la zona, fueron los misioneros franciscanos dirigidos desde el convento de Santa Rosa de Ocopa, que iniciaron la evangelización durante la colonización española, proceso que se vio interrumpido durante casi un siglo debido a la rebelión de Juan Santos Atahualpa en el año de 1742; por referencias orales se sabe que luego, por el año 1846 data la existencia de la hacienda Roma, perteneciente a la familia Mungi, que producía aguardiente de caña. Cuyas instalaciones fueron donadas por sus descendientes para instalar las oficinas de la Municipalidad Distrital.
Así mismo, según testimonio de antiguos pobladores, fue la capital de una Tribu de Zigües (Asháninkas) que fueron descubiertos por misioneros del Convento de Santa Rosa de Ocopa, en sus viajes de colonización a la Selva Central.
Los primeros colonos hacen su aparición en los años veinte e inician un proceso de posesión pacífica y espontánea con sucesión hereditaria por generaciones, proceso que continúa hasta hoy. 
El distrito fue creado mediante Ley del 2 de enero de 1956, en el gobierno del Presidente Manuel A. Odría.

## Geografía
La superficie del distrito de Monobamba es 295,83  km². Caracterizado por la presencia del ave Gallito de las rocas llamado localmente "Tunqui" en Quechua. 
Geográficamente está en la Selva alta peruana sobre los 1 800 m.s.n.m.
Monobamba es un típico pueblo de sierra enclavado en la zona de Ceja de Selva o Rupa Rupa.
El pequeño pueblo cuenta con una plazoleta que tiene en la parte central una glorieta pequeña de forma cuadrangular con base circular, con techo y asientos a la que se accede a través de unas gradas de cemento.

## Autoridades

### Municipales
- 2019 - 2022[2]
  - Alcalde: Julio César Mungi Núñez, de Caminemos Juntos Por Junin.
  - Regidores:

  1. Tomas Baldis Calderón Villanueva (Caminemos Juntos por Junín)
  2. Rossmell Javier Tenorio Tenorio (Caminemos Juntos por Junín)
  3. David Palacios Li (Caminemos Juntos por Junín)
  4. Esther Ninfa León Bendezú (Caminemos Juntos por Junín)
  5. Kenny Mauro Tenorio Aquino (Fuerza Popular)

Alcaldes anteriores
- 2015 - 2018:[3] Fredy Abelardo Durand Posadas, Movimiento Juntos por Junín (N).
- 2011- 2014:[4][5] Alejo Félix Huaylinos Chuquipoma, Convergencia Regional Descentralista (CONREDES).
- 2003 - 2010: Julio César Mungi Nuñez.

### Policiales
- Comisaría de Jauja
  - Comisario: Cmdte. PNP. Edson Hernán Cerrón Lazo.[6]

## Festividades
- Agosto: Santa Rosa de Lima.
- Noviembre: Todos los Santos